# Eucheilota tropica
Eucheilota tropica är en nässeldjursart som beskrevs av Paul Torben Lassenius Kramp 1959. Eucheilota tropica ingår i släktet Eucheilota och familjen Lovenellidae. Inga underarter finns listade i Catalogue of Life.